# Togaritensha curvillinea
Togaritensha curvillinea är en fjärilsart som beskrevs av Alfred Ernest Wileman 1911. Togaritensha curvillinea ingår i släktet Togaritensha och familjen tandspinnare. Inga underarter finns listade i Catalogue of Life.